# Meet the Germans
Meet the Germans ist eine Webserie der Deutschen Welle. Die Serie gibt einen Einblick in die Kultur Deutschlands und die deutsche Sprache wie beispielsweise Redewendungen, Angewohnheiten, Traditionen und Klischees sowie geschichtliche und aktuelle Themen. Meet the Germans wurde seit Dezember 2016 von der aus Kalifornien stammenden Kate Müser moderiert, im September 2018 übernahm die in Köln lebende Engländerin Rachel Stewart die Präsentation der Serie, im September 2023 die gebürtige Inderin Shabnam Surita.